# 黒板

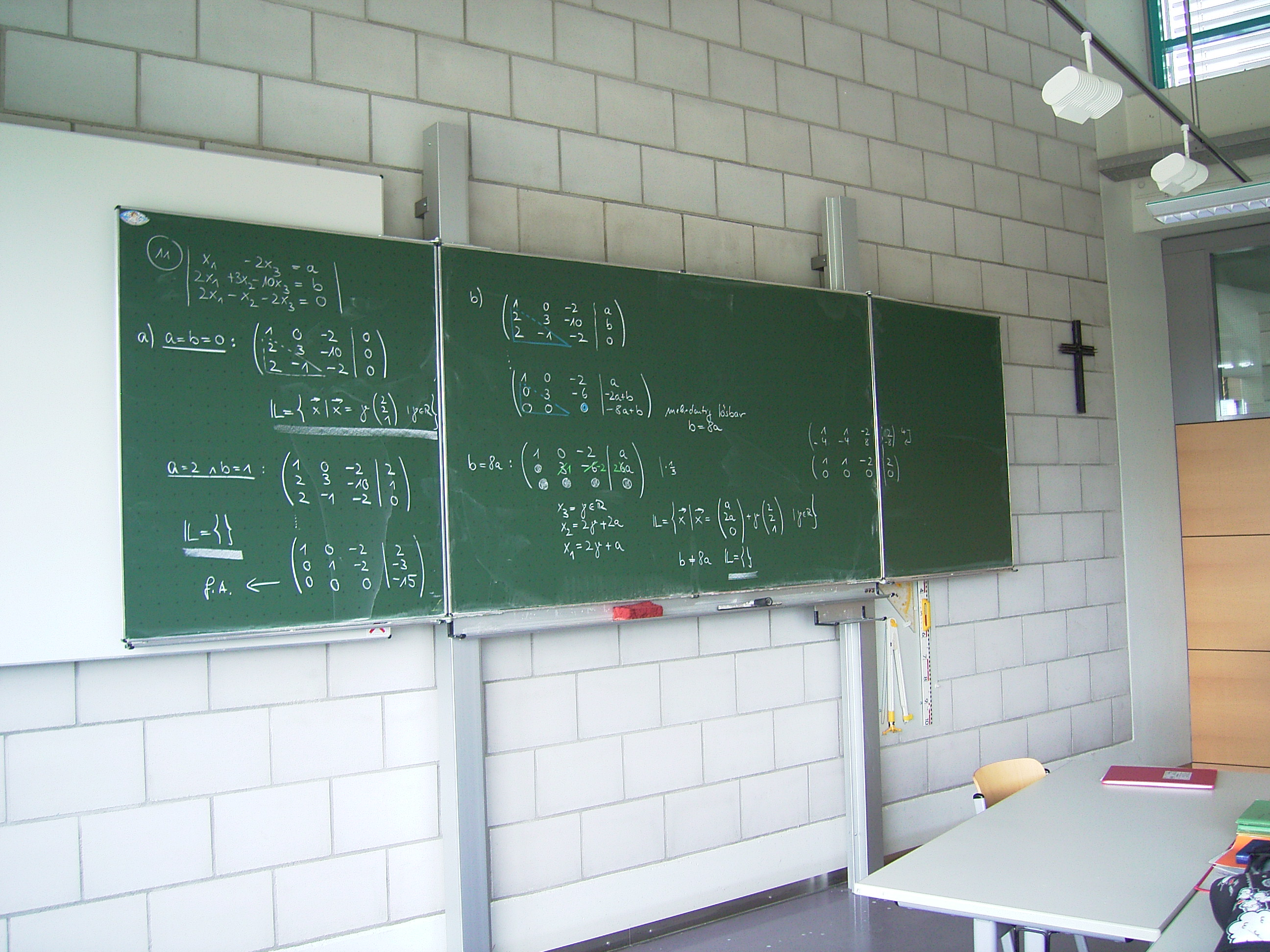
黒板

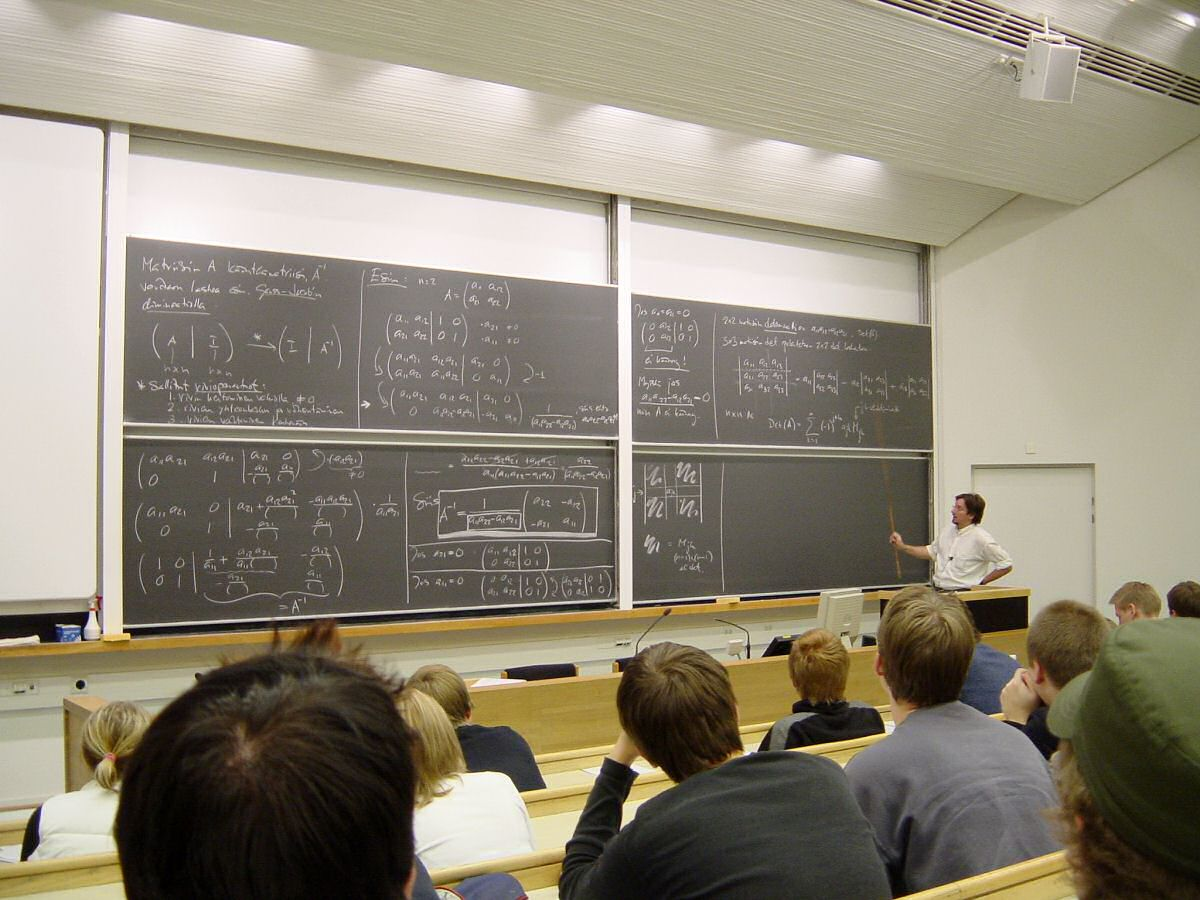
2段×2

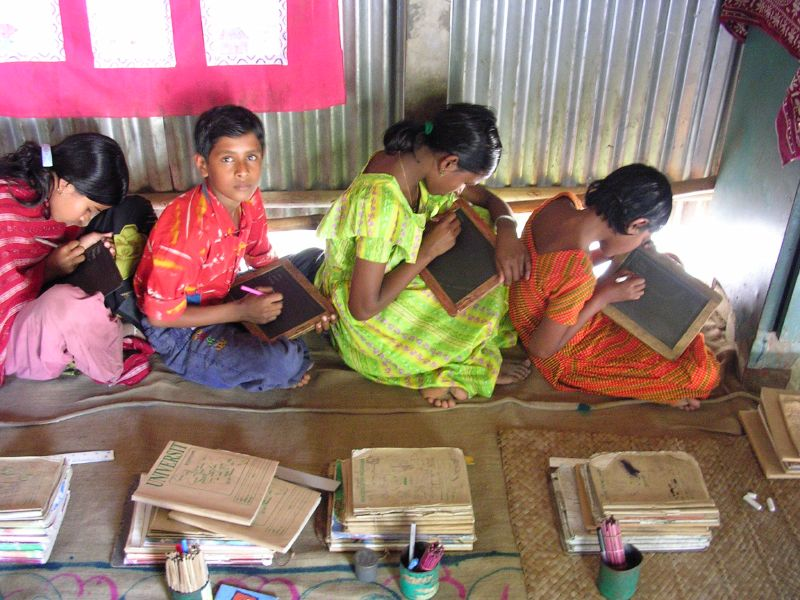
石版

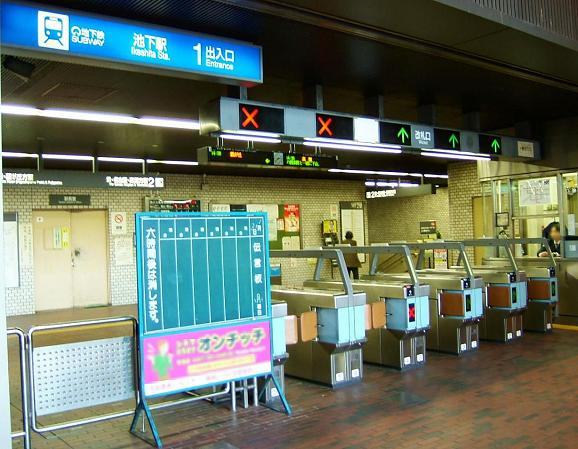
池下駅の伝言板（2005年）

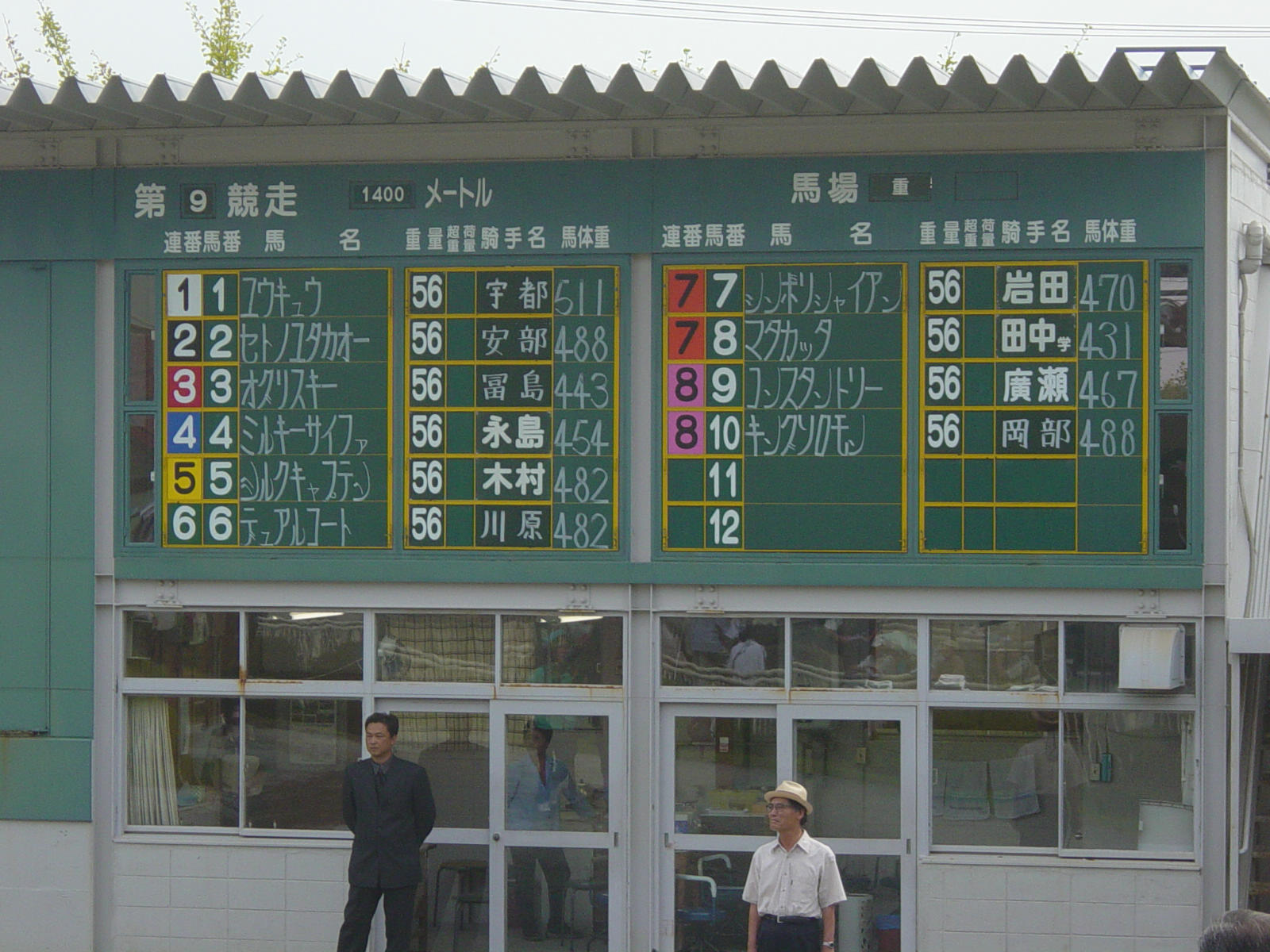
姫路競馬場の手書き出馬表

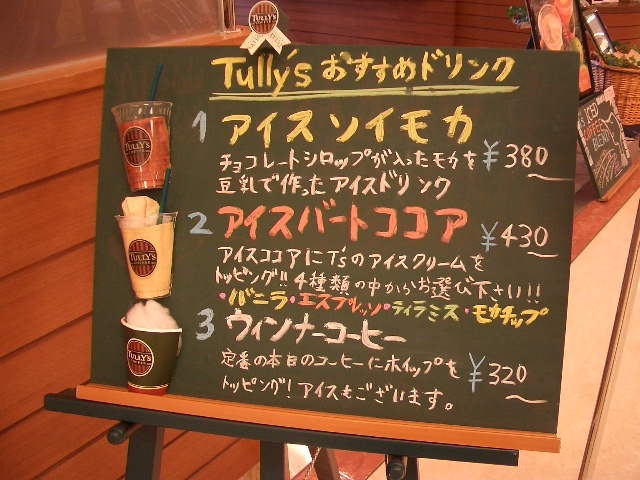
カフェ

黒板（こくばん）は、連絡事項あるいは伝達事項を記入もしくは掲示によって表示する器具。チョークで文字や絵を繰り返し書いたり消したりできる。学校や企業の事務所などで使われる。
黒板という名称は、英語の blackboard の直訳である。日本へは米国から伝えられたが、米国へはフランス人が伝えた。

## 概要
黒板に文字を書くときにはチョーク（白墨）、消すときには黒板消し（ラーフル）を用いる。チョークや黒板消しは、黒板の下部に取り付けられた粉受けやチョークボックスに収納する（ただし、小型で持ち運びできる黒板はフレームのみのものが多い）。木製や鉄製などがあるが、多くは鉄製で磁石が張りつく性質がある。これを利用して紙などを張り付けたりする。
板の表面は以前は文字通り黒っぽいものだったが、緑色のものが多くなっている（#歴史を参照）。日程表などで用いられる黒板には最初から日付や予定などを書く欄が白色や黄色の枠が表面に設けられている。
日本では、ポケットベルや携帯電話が普及する以前は、待ち合わせの連絡用として、黒板でできた伝言板を改札口付近に置く鉄道駅もあった。
チョークの粉が周囲に飛び散ったり、手が汚れることが嫌われ、企業やOA教室などではホワイトボードにほぼとって代わられている。

## 歴史

### 欧米
石川實によると黒板が初めて文献に登場するのはヨハネス・アモス・コメニウスの「世界図絵」である。
小倉金之助によると黒板が有効に利用されるようになったきっかけはフランス革命によるとしている。パリにエコール・ポリテクニークという学校が開校し、その教授であったモンジュは築城術の設計のための画法幾何学を教えたが、性質上、口頭だけで教えることはできなかったため黒板が用いられた。
アメリカでは米英戦争後、ウエスト・ポイント士官学校はフランスから若い教授を招聘し、その中にモンジュの弟子のクローゼーがおり画法幾何学を教えるため1820年頃から黒板の使用を始めた。ただし、アメリカの初等学校に普及したのは1860年代である。

### 日本
日本では黒板が伝わる以前には藩校や寺子屋で塗板が用いられていた。この塗板は朱漆や黄漆を表面に塗った小さな板で字を書いては消して使用されたが、それは掲示板として使用されたもので性格が異なる。
- 1872年、学校制度の開始と同時に、アメリカから「ブラックボード」が大学南校（東京大学の前身）に持ち込まれた[3]。
- 1874年、新しい授業制度が始まり、それに伴い黒板も1877年頃には全国に広がった。名前も「ブラックボード」から「黒板」に変わった。
- 1874年 - 1876年、国産初の黒板が製造される。当時の黒板は、簡易的なものとして墨汁を塗った上に柿渋を上塗りしたもの、あるいは硫酸鉄と煎液を混合して塗ったものだった。

大正初期、それまで黒板は仏壇屋や漆工芸屋などが作っていたが、このころ黒板専業メーカーが出現し、その技術の高さから朝鮮や満州など海外にも多く知られるようになった。
太平洋戦争前後、黒板の命ともいえる輸入品の漆が入手困難となり、黒板メーカーが材料調達に苦労した。
- 1952年、JIS表示工場の許可（資材の調達方法までが含まれる）をめぐって黒板工業連盟が結成された。
- 1954年、JIS規定により、塗面が黒から緑に変わった。
- 1955年ごろ、学校の構造が木造から鉄筋造に移り変わる時期で、黒板が全国的に広がった。同時にマグネットの普及に対応して黒板の表面が木板から鉄板のものが登場した。

小学校など生徒と教師の身長差が大きい場合や、車椅子での使用を考慮し、教育機関では壁に設置された黒板をハンドル操作により上下に動かすことができる可動黒板が採用されることも多い。また、両サイドから見やすいように黒板が中央から端にかけてカーブしている黒板も多い。

## 種類

### 形状
黒板の形状は平面黒板のほか、文字の見えにくさを防ぐための曲面黒板や半曲面黒板がある。また、学校の特別教室などには1枚の黒板が上下する昇降黒板や、2枚の黒板が交互に上下する2枚上下黒板、左右に移動する引分黒板も用いられる。なお、昇降黒板の起源は明治時代初期の京都府学務課が試作した可動式塗板である。

### 素材と塗料

#### 研ぎ出し黒板
研ぎ出し黒板は表面に黒板用塗料を塗布して研ぎ出し加工をしたもので、合板を素材とする木製の黒板と鋼板を素材とするスチール製の黒板がある。
- 明治後半 - 1945年頃迄、漆器の製法を参考として、生漆・砥粉・対馬石粉・胡粉及び、油煙・松煙墨・柿渋などの材料が使われたと考えられている。色は全て黒色だった。
- 1946年、戦争終結の時期であり、生漆の入手が困難であったため、代用品として、カンバイ粉・ニカワなどが使われた。しかし納得のいく製品ができなかったことから、各業者が単独で購入していた少ない資材を共同で受給することになった。これが後に全国黒板工業連盟の基盤となり、黒板のJIS化につながった。
- 1952年、水成岩微粉末・漆・テレピン油・サイズ・ワニス・顔料、色は黒または緑色。この様な材料がJIS規格に制定された。
- 1974年、良質の合成樹脂塗料の開発により、黒板用塗料も著しく品質の向上がみられたため、黒板用塗料材料のJIS規格は、水成岩微粉末・着色材・合成樹脂塗料に改正された。

現在、JIS規格（指定品目）JIS S6007研ぎ出し黒板 を製造する場合、改正後の塗料を使用することでJISマークの表示が可能となる。

#### 焼付け黒板
焼付け黒板にはホーローガラス質を表面に焼き付けたホーロー製と黒板用塗料を塗布して焼き付けたスチール製がある。

### 電子黒板
詳細は電子黒板を参照。
- 1983年12月[6]、通常のホワイトボードの利用価値を高めるため、コピーを可能とする書き消し可能なシートを利用した、5面巻き取り式電子黒板『かわら版』が誕生した。これが、現在のファックス方式電子黒板の草分けとなった。
- 1986年、以前の5面巻き取り方式の欠点を改良した、画期的な4面エンドレス方式の『メディアボード』をはじめ、大手家電メーカーが続々と電子黒板市場に参入した。これ以降各社の商品は、多機能タイプと単機能廉価タイプに2分されていった。
- 1988年以降、次第に激化する価格競争の中、メーカー側は余分な機能を削除した電子黒板を発売した。そして、4面エンドレス及び2面式廉価版が主流となっていった。
- 1996年まで、全体的な市場規模は、毎年着実に伸びていったが、製品上・販売上弱い部分を持った企業は次第に減少していく半面、コンピュータと接続可能で、用紙も普通紙に印刷可能な電子黒板が誕生した。

## 付属器具
- チョーク
- 黒板消し

## 付属機能
- 移動できるようキャスター付のものもあり、その中には前後の黒板面を裏返して用いることのできる回転式のものもある。
- 付属機能として上部にスクリーンやピクチャーレール（大型の図表の掲示に用いる）を付属させたものもある。